# Neurotic Outsiders
Neurotic Outsiders var ett amerikanskt hårdrocksband som bestod av Steve Jones (tidigare Sex Pistols, gitarr och sång), Duff McKagan (tidigare Guns N' Roses, gitarr och sång), Matt Sorum (tidigare Guns N' Roses, trummor), John Taylor (tidigare Duran Duran, bas) och Jerry Harrison (piano och producent). Gruppen släppte 1996 den självbetitlade skivan Neurotic Outsiders.

## Medlemmar
Senaste medlemmar
- Duff McKagan – gitarr, basgitarr, sång
- Matt Sorum – trummor, sång
- Steve Jones – gitarr, sång
- John Taylor – basgitarr, sång

Tidigare medlemmar
- Billy Idol – sång (1995)
- Steve Stevens – gitarr (1995)

## Diskografi
Studioalbum
- Neurotic Outsiders (1996)

EP
- Angelina (1997)

Singlar
- "Jerk" (1996)